# Agustín Pedro Justo
Agustín Pedro Justo (Concepción del Uruguay, 26 de febrero de 1876 - Buenos Aires, 11 de enero de 1943) fue un militar, ingeniero civil, diplomático y político radical argentino. Fue presidente de su país entre 1932 y 1938. Su gobierno ocurrió durante la Década Infame, denominada así por la alta corrupción y fraude electoral que la caracterizó. Fue elegido en las elecciones de 1931, apoyado por la dictadura militar gobernante y los sectores políticos que integrarían poco después la Concordancia. Sobre su elección pesó la acusación de fraude electoral y proscripción de la candidatura de Marcelo T. de Alvear, líder del ala no golpista del radicalismo. Durante su gobierno tuvo la persistente oposición de los sectores yrigoyenistas de la Unión Cívica Radical.
Uno de los mayores logros de su mandato fue la destacada labor diplomática de su canciller, Carlos Saavedra Lamas, que le valió a este el Premio Nobel de la Paz. Pero esta labor fue empañada por constantes acusaciones de corrupción y por haber suscrito el Pacto Roca-Runciman, por el que se lo acusa de haber malnegociado intereses argentinos frente al Reino Unido. Su nombre sonó como candidato a un nuevo período durante el accidentado gobierno de Ramón Castillo pero su muerte, a los 66 años de edad, frustró sus esperanzas. Dejó a la historia un Estudio preliminar para las obras completas de Bartolomé Mitre, personaje a quien admiraba.

## Juventud

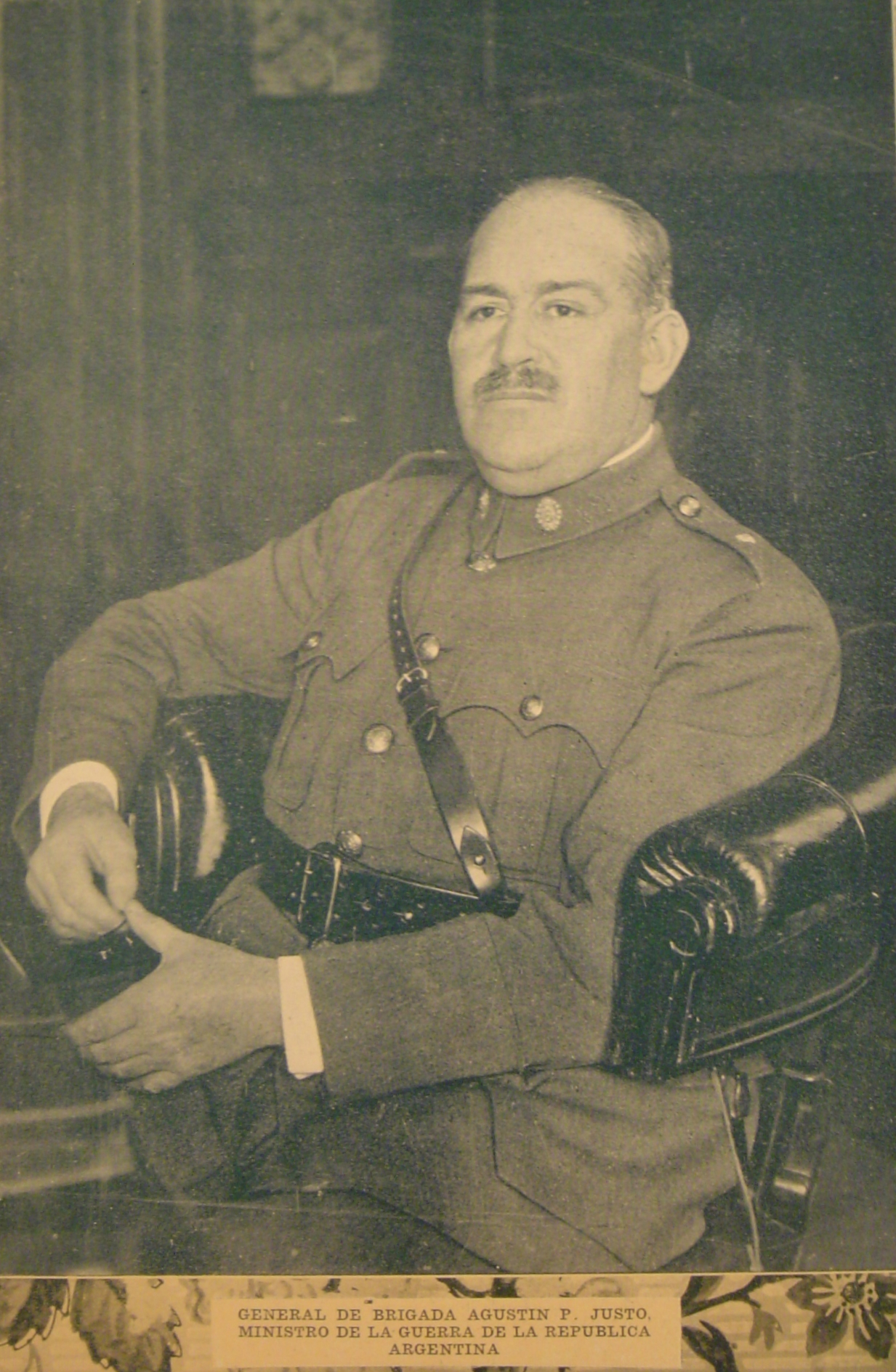
Agustín P. Justo en 1926

Justo nació en Concepción del Uruguay, entonces capital de la provincia de Entre Ríos. Su padre, también llamado Agustín Pedro Justo, había sido gobernador de la provincia de Corrientes y luego diputado nacional en Buenos Aires por el mitrismo; seguía activo en política, y poco después de nacer su hijo se trasladó con su familia a Buenos Aires. Su madre, Otilia Rolón Onieva, provenía de una tradicional familia correntina. A los 11 años, Justo ingresó al Colegio Militar de la Nación al Arma de Artillería. Como cadete, y junto con varios de sus condiscípulos, participó en la Revolución del Parque, tomando las armas de la guardia para sumarse a la columna de los revolucionarios.
Arrestado y luego amnistiado, egresó en 1892 con el grado de alférez.
Sin abandonar la carrera militar, cursó estudios de ingeniería en la Universidad de Buenos Aires. En 1895 recibió el ascenso al grado de teniente segundo, en 1897 a teniente primero y en 1902 a capitán. Egresado como ingeniero civil en la UBA en 1903, junto a una camada caracterizada por una sólida formación cultural y profesional; entre ellos, Pablo Nogués, Antonio Arenales Uriburu, Enrique Mosconi, Ricardo Silveyra y Alonso Baldrich, un decreto gubernamental homologó su título al de ingeniero militar en 1904. Fue nombrado profesor en la Escuela de Aplicación para Oficiales; con su promoción al grado de mayor dos años más tarde fue propuesto para las cátedras de matemáticas en el Colegio Militar y de telemetría y telegrafía óptica en la Escuela Nacional de Tiro, que se le concederían en 1907. Haría una fructífera carrera académica sobre esta base. El 1 de diciembre de 1900 contrajo matrimonio con Ana Encarnación Bernal Harris (1878-1942) ―hija del general Liborio Bernal y Ana Petronila Mercedes Harris―, con la que tuvo siete hijos. Uno de ellos fue el teórico político trotskista Liborio Justo (1902-2003).
Al año siguiente recibió el nombramiento de segundo jefe en el Batallón de Ferrocarrileros, a la vez que se lo promovía a subdirector en la Escuela de Tiro. Con el grado de teniente coronel cumplió por primera vez funciones diplomáticas, siendo agregado militar a la comisión enviada en representación de la Argentina en las festividades del centenario de Chile en 1910. A su regreso fue destinado a Córdoba, como comandante de la IV Brigada de Artillería.

## Comienzos de la carrera política
En 1915, durante el mandato de Victorino de la Plaza, fue designado al frente del Colegio Militar de la Nación, donde permanecería los siete años siguientes. La enorme influencia del cargo le ayudó a tejer contactos en los medios políticos, así como en los castrenses. Afín a la rama antipersonalista del radicalismo (aquellos que se oponían al liderazgo partidario de Hipólito Yrigoyen), trabó buenas relaciones con Marcelo T. de Alvear. Durante su ejercicio amplió la currícula del colegio y promovió la formación del cuerpo docente.
En su gestión como director del Colegio Militar, todavía en el viejo edificio de San Martín, impulsó la construcción de las nuevas instalaciones. En 1921 iniciaron las obras de construcción en El Palomar, en inmediaciones del campo de batalla de Caseros. En 1937 el nuevo Colegio sería inaugurado bajo su presidencia.

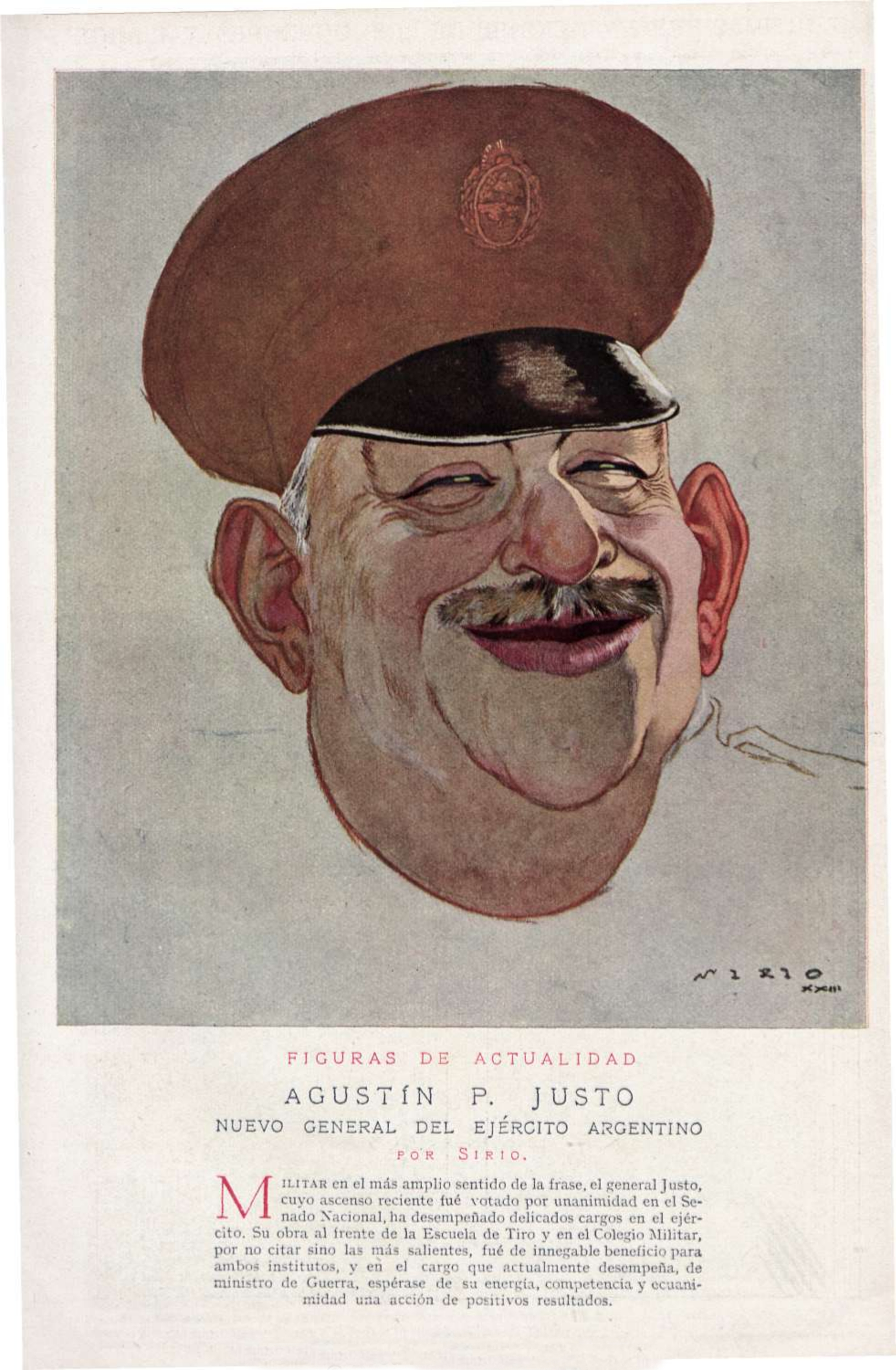
Retratado por Sirio en Caras y Caretas (1923)

Siendo Alvear presidente, en 1922 abandonó el Colegio Militar para ocupar el Ministerio de Guerra. Promovido al rango de general de brigada el 25 de agosto de 1923, Justo solicitó el incremento del presupuesto de defensa para adquirir equipos y mejorar las instalaciones del Ejército; fomentó también la reorganización de la estructura de las fuerzas armadas. A fines de 1924 fue enviado como plenipotenciario al Perú, donde se celebraba el centenario de la batalla de Ayacucho. Durante los años siguientes ocupó interinamente los Ministerios de Agricultura y de Obras Públicas, además del de Guerra, que no abandonaría hasta la conclusión del mandato de Alvear. En 1927 había recibido el ascenso a general de división.
Por su invariable temperamento antipersonalista, Justo apoyó la candidatura de Leopoldo Melo y Vicente Gallo, de la Unión Cívica Radical Antipersonalista. Ante el triunfo de la fórmula de Yrigoyen y Beiró ―que inició en 1928 su segundo mandato con el apoyo masivo de los votantes y la mayoría en la Cámara de Diputados―, Justo recibió invitaciones de la cada vez más organizada derecha nacional para sumarse al programa de choque contra el caudillo radical. Aunque próximo a los conceptos que los diarios nacionalistas La Nueva República ―dirigido por Ernesto Palacio y los hermanos Rodolfo y Julio Irazusta― y La Fronda ―bajo la dirección de Francisco Uriburu (hijo)― vertían acerca de la necesidad de «orden, jerarquía y autoridad», no adhirió estrechamente a ellos; el programa de supresión de la forma republicana de gobierno y su sustitución por un sistema corporativo, al estilo de la Italia y la España fascistas, iba contra su vocación liberal.

## Justo y el golpe de 1930

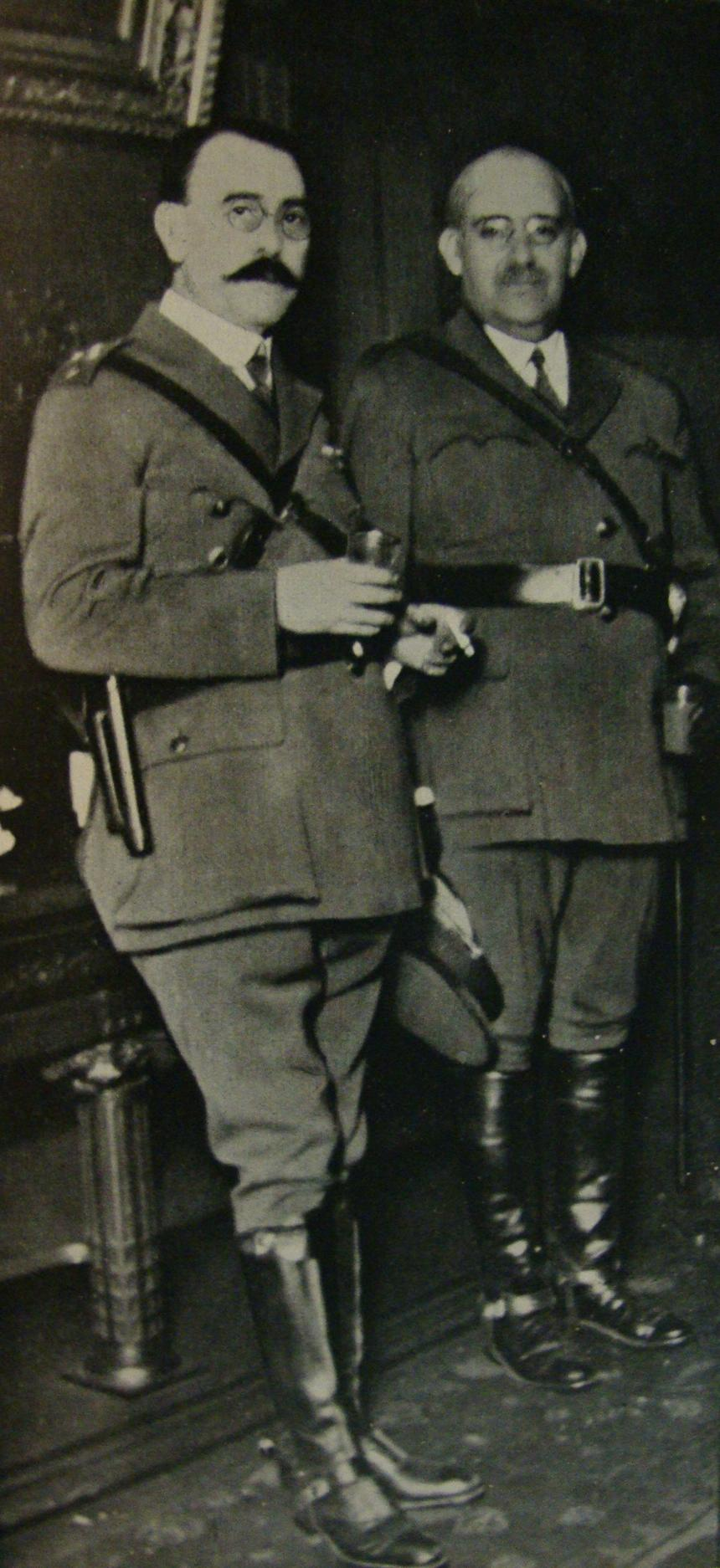
Agustín P. Justo con Félix Uriburu en septiembre de 1930.

Alrededor de Justo se congregó otra facción, no menos decidida sin embargo a tomar las armas contra el gobierno constitucional de Yrigoyen. Activamente promovida por el general José Luis Maglione, compañero de camada de Justo, y por el coronel Luis J. García ―que había liderado la Logia San Martín y más tarde sería una de las cabezas del GOU―, se expresó en las páginas de La Nación y de Crítica. Declaraciones de Justo en julio de 1930 acerca de la inconveniencia de intervenir militarmente para no poner en peligro la «legalidad constitucional» testimonian el enfrentamiento entre las facciones.
A diferencia de la Armada, más radicalizada, buena parte del Ejército apoyaba la opción de Justo, con la notable excepción del núcleo nacionalista que luego convergería en el GOU. Ante la promesa de José Félix Uriburu, cabeza del bando extremista, de mantener el orden institucional, Justo dio su acuerdo al golpe, que se produjo en la madrugada del 6 de septiembre, instaurando por primera vez un gobierno militar desde la firma de la Constitución (1853). No se sumó a su dirección ni, en una primera instancia, al grupo gobernante, que encabezaría Uriburu con un gabinete compuesto, en buena parte, por los adalides locales de las multinacionales petrolíferas, que habían sido finalmente los ideólogos del golpe de Estado.

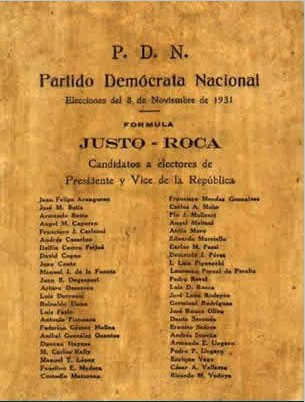
Boleta electoral de 1931, Justo-Roca.

Justo fue designado comandante en jefe del Ejército (cargo que no existía previamente) el 8 de septiembre de 1930 por Uriburu. En poco tiempo Justo renunció el 24 de septiembre por la denuncia de irregularidades en la compra de armamento durante el gobierno de Alvear. Fue reemplazado interinamente por el ministro de guerra Francisco Medina y finalmente fue designado inspector general del Ejército el general de brigada Tomás Martínez.
Justo buscó expresamente distanciarse de Uriburu, que contaba con un amplio predicamento entre la oficialidad, pero que no podía concertar el apoyo de los partidos políticos, que se dividieron rápidamente tras la desaparición de Yrigoyen, foco de su común antipatía. Rechazó la vicepresidencia que Uriburu le ofreciera, y aceptó solo brevemente comandar las fuerzas armadas, renunciando poco más tarde. Además, buscaba un orden constitucional lo más rápido posible y evitar el proyecto de Uriburu.
Alentó la revolución de julio de 1931 del teniente coronel Gregorio Pomar en la provincia de Corrientes con el objeto de apurar el llamado a elecciones y generar una reacción violenta de la dictadura que interrumpiera la reorganización de la UCR bajo la conducción de Alvear.

## candidatura de Justo
Cuando el fracaso de Uriburu en implementar en la provincia de Buenos Aires el modelo corporativo con el que deseaba reemplazar el sistema republicano le costó a este la carrera política de su ministro de Interior, Matías Sánchez Sorondo, Justo rechazó nuevamente las ofertas de Uriburu de concertar un gobierno de coalición. La mayoría de la oficialidad del Ejército Argentino, encolumnada detrás de la figura del exministro de Guerra de Alvear, el Partido Socialista Independiente, algunos dirigentes conservadores de la Provincia de Buenos Aires y el fallido candidato presidencial de la Unión Cívica Radical Antipersonalista Leopoldo Melo ahora presionaban al presidente para que llamara a elecciones.
A partir de esas primeras coincidencias, Justo tejió una red de apoyos sobre los cuales construir su capital político y una futura candidatura presidencial. Contaba para ello con militares y dirigentes del radicalismo antipersonalista de su confianza que, desde sus puestos de jerarquía en las provincias intervenidas, cumplían el doble propósito de proveerle información política regional y negociar apoyos en su nombre para un futuro proyecto político nacional. Entre esos funcionarios se destacan: el teniente coronel Francisco S. Torres, el coronel Justiniano de la Zerda, Silvio Carrera, Pablo Calatayud, el coronel Rosendo Hermelo, el médico Sebastián Figueroa, y otros.
Por su parte, el presidente de facto siguió buscando apoyos entre los políticos y convoca a su antiguo amigo, el expresidente Marcelo T. de Alvear, que, durante un tiempo, parece ser el sucesor a votar en unas futuras elecciones presidenciales. En torno a él, se reagrupan ahora los radicales antipersonalistas y algunos yrigoyenistas. La anulación de las elecciones bonaerenses los aleja. En mayo de 1931, finalmente el gobierno provisional convoca a elección de presidente y vice de la República, y presionado por su coprovinciano el industrial Robustiano Patrón Costas, el general Uriburu da vía libre a la candidatura de Justo. La segunda decisión, se proscribe la candidatura de Alvear por no haber transcurrido el período de seis años que exige la Constitución de 1853.

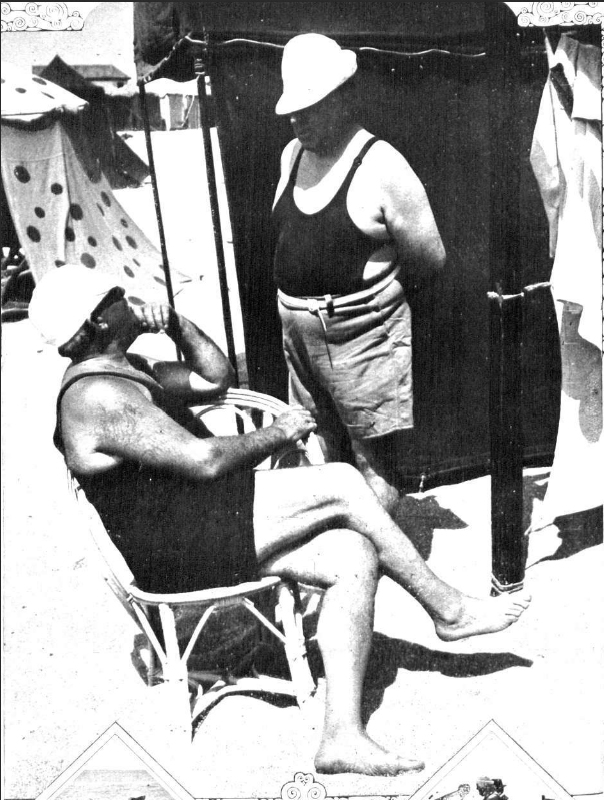
El 13 de febrero de 1932, la revista Caras y Caretas mostraba a Justo ―que asumiría el 20 de febrero― de vacaciones en la playa: «Días antes de asumir, toma vacaciones de verano y charla democráticamente con un bañero».

Las fuerzas no yrigoyenistas, con la salvedad de los demócratas progresistas de Santa Fe y los socialistas de la Capital, vuelcan, una a una, su apoyo a una candidatura de Justo. La Convención Nacional de los Antipersonalistas del 10 de septiembre proclama la fórmula Agustín Justo/José Nicolás Matienzo y rechazan la posibilidad de una única lista con el conservador Partido Demócrata Nacional.
El Partido Socialista Independiente plantea una requisitoria de cuatro puntos:
a) que las Fuerzas Armadas se mantuvieran ajenas a cualquier injerencia directa o indirecta en el gobierno;
b) que el presidente respetara las prerrogativas del Congreso, sin intentar atacarlo o dominarlo;
c) que los ministros recuperaran su rol de funcionarios constitucionalmente responsables y que el presidente gobernara para la Nación y no para un partido; y
d) el respeto a las instituciones federales para terminar con las intervenciones ilegales.
Justo aceptó el programa y el II Congreso del Partido Socialista Independiente del 19 de septiembre de 1931 formalizó su adhesión al binomio antipersonalista.

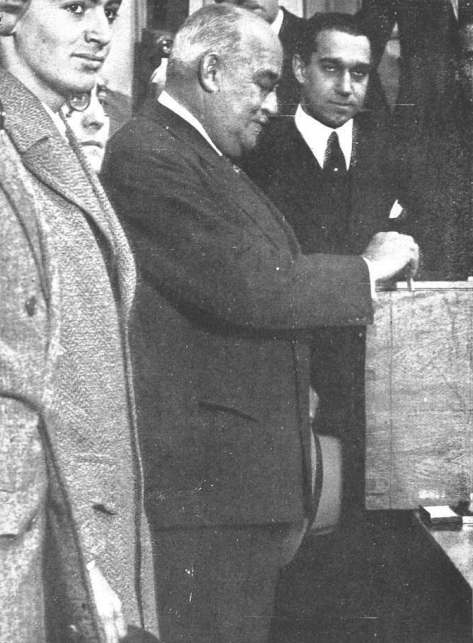
Agustín Justo votando en las elecciones presidenciales de 1931.

La Convención Nacional Demócrata, bajo la presidencia de Cevallos, votó la fórmula Agustín Justo/Julio Argentino Roca (hijo) ante el desaire de los radicales antipersonalistas; convirtiendo al general Justo en el «candidato bígamo», como se le denominó en adelante.
Se presentó a las elecciones de 8 de noviembre de 1931 como candidato a presidente; proscripto el radicalismo en la candidatura de Alvear, que había tomado el camino de la «abstención revolucionaria», triunfó con holgura en ellas con 237 electores contra 122 de la fórmula de Lisandro de la Torre y Nicolás Repetto, aunque fueron notorias las sospechas de fraude tanto en Buenos Aires como en el interior. El Partido Demócrata Nacional consiguió imponer a su candidato a vicepresidente.

## La presidencia

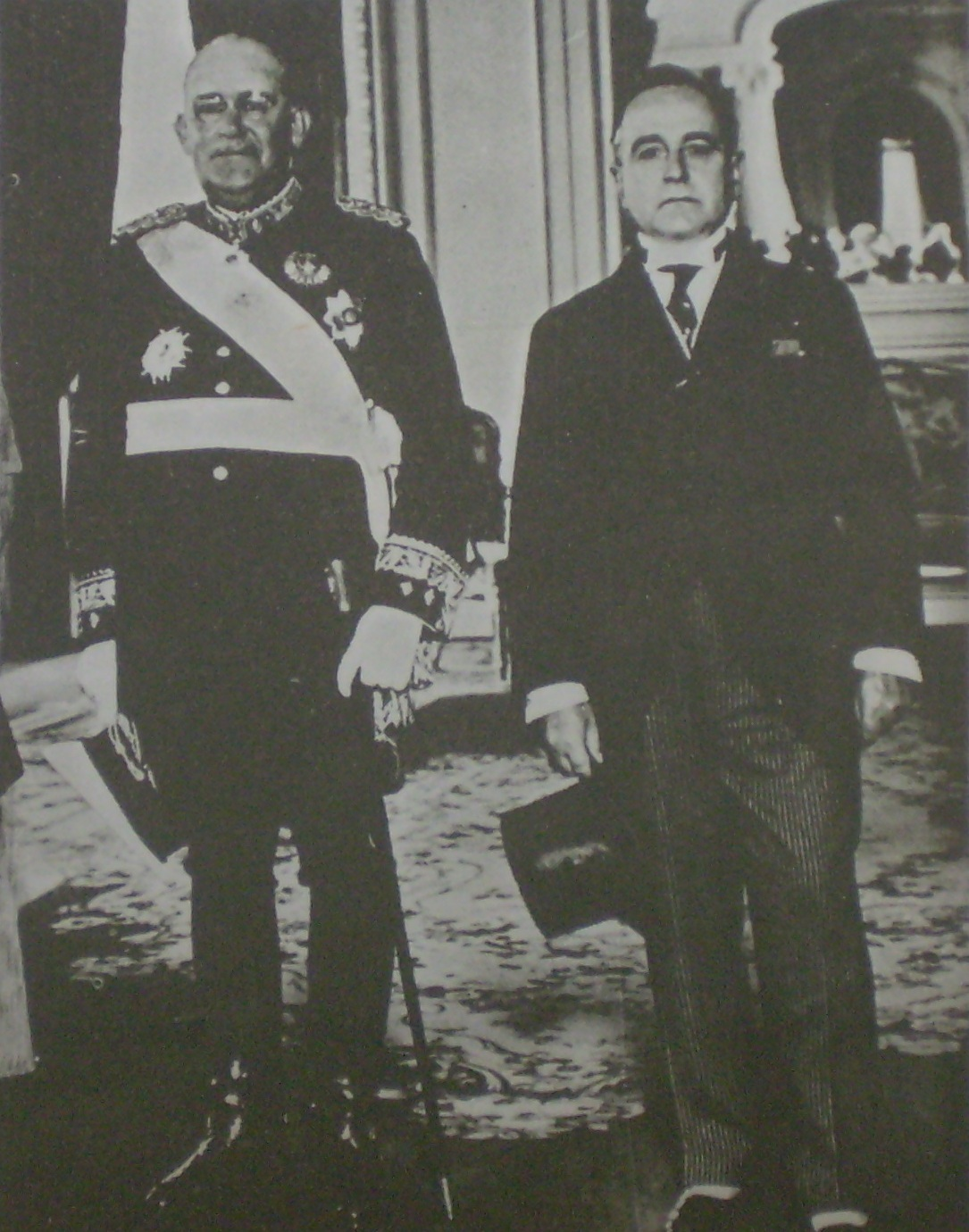
Agustín P. Justo y Getulio Vargas.

Justo asumió el 20 de febrero de 1932. Además de la convulsión política debida al golpe, debió hacer frente a los resultados de la Gran Depresión, que puso en crisis el modelo agroexportador orientado hacia Inglaterra vigente desde mediados del siglo XIX.
Su primer ministro de Hacienda, Alberto Hueyo, tomó medidas sumamente restrictivas sobre la economía. El socialista independiente Antonio de Tomaso, en Agricultura, le acompañó; se redujo el gasto público, se contrajo la circulación de moneda y se aplicaron medidas de austeridad fiscal. Un «empréstito patriótico» buscó fortalecer las arcas del fisco. El primer impuesto sobre la nafta sirvió para financiar la recién creada Dirección Nacional de Vialidad. Las dificultades del programa de Hueyo convencerían finalmente a Justo de adoptar este modelo, de índole dirigista, en su política económica. También fomentaría este proyecto el intendente de Buenos Aires, Mariano de Vedia y Mitre, que emprendió un ambicioso proyecto de organización urbana, abriendo las Diagonales Norte y Sur, pavimentando la avenida General Paz, ensanchando la calle Corrientes, construyendo el primer tramo de la avenida Nueve de Julio y erigiendo el Obelisco.
La sustitución de Hueyo por el socialista disidente Federico Pinedo (Partido Socialista Independiente) marcaría un cambio en la política del gobierno. La intervención gubernamental en la economía se hizo más marcada, creándose la Junta Nacional de Granos, la de Carnes, y poco tiempo más tarde, con el asesoramiento del economista inglés Otto Niemeyer, se crearía el Banco Central de la República Argentina.

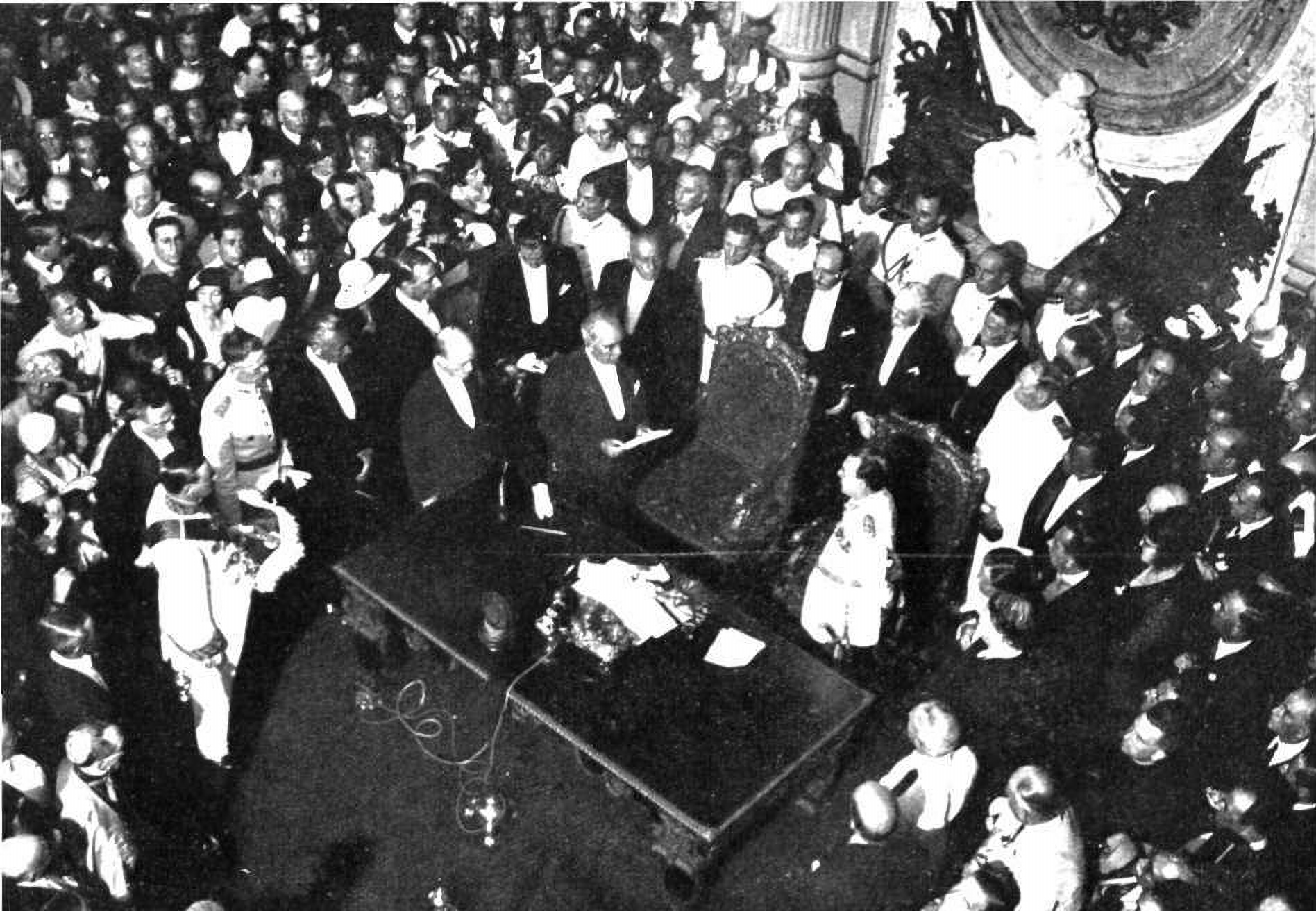
En el Salón Blanco de la Casa Rosada, el general Justo contesta el discurso del general Uriburu, al hacerle este entrega del mando. Revista Caras y Caretas, 27/2/1932.

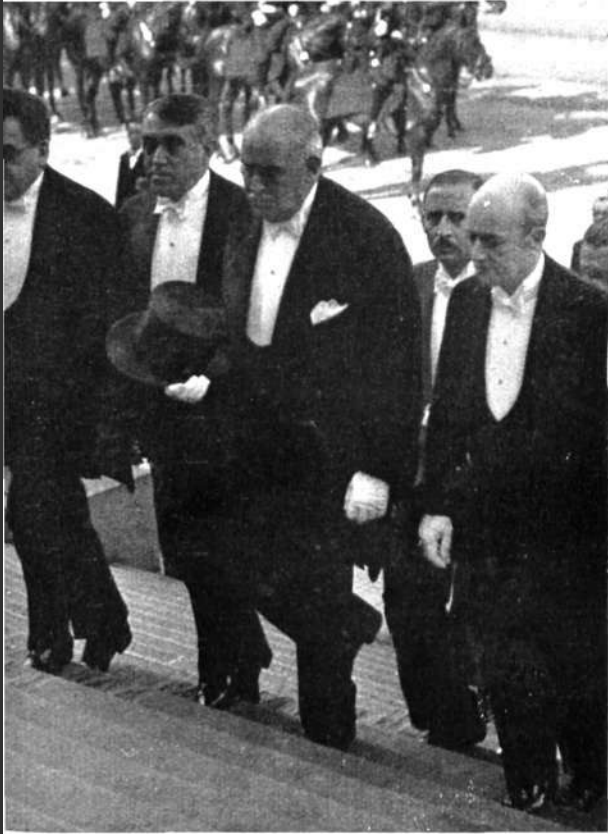
El general Justo y el doctor Roca suben la escalinata del congreso con los miembros de la comisión de recepción del senado. Revista Caras y Caretas 27/2/1932.

### Plan de obras públicas y privadas
Por la crisis económica de 1929, Justo apostó por una nueva política, similar a la que aplicó en los Estados Unidos de América el presidente Franklin D. Roosevelt, que consistió en estimular el gasto público mediante inversión en infraestructura. Durante su gobierno ejecutó varios proyectos:
Las principales obras públicas y privadas que se planearon, iniciaron o realizaron durante el gobierno de Justo fueron
- el Puente Avellaneda, el Puente Uriburu y el Puente La Noria (los tres sobre el Riachuelo, en Buenos Aires);[cita requerida]
- el Obelisco de Buenos Aires;
- la construcción de las líneas C y D de subterráneos, y la iniciación de las obras de la línea E;
- el Edificio del Ministerio de Obras Públicas (hoy Ministerio de Salud);
- la Guarnición Aérea Córdoba;
- el Hospital Militar Central;
- la modernización del Hospital Fernández;
- el Hospital Materno Infantil Ramón Sardá;
- los edificios de las facultades de Medicina, Bioquímica y Farmacia, Odontología y Derecho de la Universidad de Buenos Aires;
- el estadio Monumental, del club de fútbol River Plate y
- el estadio La Bombonera, del club de fútbol Boca Juniors;[12]
- la pavimentación de la ruta a Córdoba;
- la pavimentación de la ruta a Mar del Plata; y
- el Puente Internacional Agustín P. Justo - Getúlio Vargas, entre Paso de los Libres (Corrientes) y Uruguayana (Brasil).
- la Biblioteca Pública de la Universidad Nacional de La Plata.
- El Observatorio de Física Cósmica de San Miguel.

En la planificación y realización de estas obras participaron colaboradores como Mariano de Vedia y Mitre, Alberto Prebisch, Juan M. Obarrio, Carlos Thays, Justiniano Allende Posse y Domingo Selva, entre otros. El plan de obras fue ejecutado por su ministro de Obras Públicas, Manuel R. Alvarado. Alvarado continuó su tarea durante la siguiente presidencia con Roberto M. Ortiz a cargo de Poder Ejecutivo Nacional.

### Relación con la UCR
La oposición radical fue muy marcada. El 5 de abril de 1931 el radicalismo yrigoyenista había ganado las elecciones a gobernador en la provincia de Buenos Aires contra las expectativas de Uriburu y de Sánchez Sorondo; aunque el gobierno militar las anulara, costaron la carrera del ministro y forzaron a Uriburu a dejar el poder. Ya antes, militares leales al gobierno constitucional de Yrigoyen, con el apoyo de civiles armados, organizaron proyectos insurreccionales para restituirlo. El primero de estos fue dirigido por el general yrigoyenista Severino Toranzo, en febrero de 1931. En el mes de junio, en Curuzú Cuatiá, provincia de Corrientes, fue asesinado el coronel Regino Lescano, que proyectaba una movilización yrigoyenista. En diciembre, ante una asonada similar del teniente coronel Atilio Cattáneo, Justo decretó el estado de sitio, volvió a encarcelar al anciano Yrigoyen, y detuvo también a Alvear, Ricardo Rojas, Honorio Pueyrredon y otros líderes del partido.
En 1933 hubo alzamientos radicales en Buenos Aires, Corrientes, Entre Ríos y Misiones, que se saldaron con más de mil detenidos. Yrigoyen, gravemente enfermo, fue devuelto a Buenos Aires y mantenido bajo arresto domiciliario; murió el 3 de julio, y su entierro en el cementerio de la Recoleta generó una manifestación multitudinaria. En diciembre, irrumpe un alzamiento radical al mando del teniente coronel Roberto Bosch y el doctor José Benjamín Ábalos en Paso de los Libres (con alzamientos en otras ciudades del litoral), sin conocimiento de las autoridades de la UCR, descartando cualquier apoyo de Alvear. Este alzamiento es lanzado durante la reunión de la convención nacional de la UCR. El general Justo declara estado de sitio y manda a detención a los líderes sublevados; en tanto que manda a prisión a los convencionales y dirigentes del partido, dejando a todos ellos encarcelados en la isla Martín García.
Alvear, antiguo padrino de Justo, se exilió, mientras que otros fueron detenidos en domicilios de Ushuaia, como cuenta el diputado radical Néstor Ignacio Aparicio en su libro Los prisioneros del "Chaco" y la evasión de Tierra del Fuego. En Ushuaia, los políticos presos nunca fueron confinados con los presos comunes del Penal de la ciudad.
Al mismo tiempo, el gobierno de Justo alentó a las fracciones provinciales de la U.C.R. a desobedecer la abstención electoral decretada por el Comité Nacional ante la proscripción de la fórmula Alvear-Güemes en 1932. El caso más notorio fue el de los radicales tucumanos, quienes se separaron del Comité Nacional de la U.C.R. en 1934 para convertirse en la U.C.R. Concurrencista que se mantendría en el poder hasta 1943.

### Pacto Roca-Runciman
Uno de los más controvertidos sucesos del mandato de Justo tuvo lugar en 1933, cuando las medidas de protección de la producción adoptadas por el Reino Unido llevaron a Justo a enviar al vicepresidente, a la cabeza de una delegación técnica, a tratar la adopción de un acuerdo comercial que obtuviese condiciones ventajosas para la Argentina. Los británicos habían adoptado, en la Conferencia de Ottawa de 1932, medidas tendientes a favorecer la importación procedente de sus colonias y dominios; la presión de los hacendados argentinos para que el gobierno restaurase el comercio con el principal comprador de granos y carne argentinos había sido enorme. Las negociaciones, lideradas por el presidente del consejo de comercio británico, el vizconde Walter Runciman, fueron intensas, y resultaron en la firma el 27 de abril del pacto Roca-Runciman.
El tratado suscitó escándalo, pues el Reino Unido aseguró a la Argentina solo un cupo inferior al de sus dominios, de 390 000 toneladas anuales de carne, a cambio de cuantiosas concesiones para las empresas británicas. El 85 % de la exportación debía realizarse a través de frigoríficos extranjeros (en su mayoría eran estadounidenses e ingleses), las tarifas de los ferrocarriles operados por el Reino Unido no se regularían, no se fijarían derechos aduaneros sobre el carbón, se daría tratamiento especial a las empresas británicas con inversiones en Argentina y se reducirían los precios de la exportación. No menos problemáticas resultaron las declaraciones del vicepresidente Roca, que afirmó tras la firma del pacto que «por su importancia económica, la Argentina se parece a un gran dominio británico».
Lisandro de la Torre fue uno de sus principales y más vociferantes opositores; en sesión del Senado, afirmó que

[e]l convenio no asegura ventaja alguna, y la razón que inclina a votarlo a los que lo votan y a excusarlo ―no a defenderlo― a los que lo excusan, es el temor. Se teme que Albión, provocada imprudentemente a hacer un tratado, se moleste si se rechaza, tome represalias y coloque a Argentina en peores condiciones que antes (...) no hay 350 000 toneladas aseguradas porque el tratado dice que Gran Bretaña puede reducir la cuota de carne enfriada en circunstancias imprevistas (...) La misión abocada a un imposible, por pura imprudencia de la Cancillería, después de haber aceptado todo lo que pedía Inglaterra, aceptó que nada se diera a la Argentina.
Lisandro de la Torre

En un editorial escribiría ―burlándose de las palabras de Roca― que 

en estas condiciones no podría decirse que la Argentina se haya convertido en un dominio británico, porque Inglaterra no se toma la libertad de imponer a sus dominios semejantes humillaciones.
Lisandro de la Torre

El Partido Demócrata Nacional, uno de los que había apoyado la candidatura de Justo, se dividió a causa del hecho. Finalmente, el Senado refrendó el pacto el 28 de julio. Varias huelgas jalonaron las deliberaciones, en especial en la provincia de Santa Fe, que acabó siendo intervenida por el gobierno central.

### Debate de las carnes
De la Torre continuó movilizándose contra el pacto presentando, el 1 de septiembre de 1934, un proyecto que proponía crear una comisión investigadora para establecer la medida en que el comercio de carnes argentinas favorecía a los frigoríficos exportadores, sospechando que los precios pagados a los productores no guardaban relación con el precio de venta en el exterior. La investigación al respecto daría lugar al debate más célebre del período, revelando las conexiones entre las empresas frigoríficas británicas, los estancieros de la Sociedad Rural Argentina, y los funcionarios de la Junta Nacional de Carnes creada ad hoc después de la firma del pacto.
La comisión investigadora se formó, incluyendo a De la Torre. Finalmente presentó dos despachos, uno por la mayoría, que afirmaba que los precios eran justos, y uno en minoría que presentó De la Torre el 18 de junio de 1935. El despacho de De la Torre llevó al descubrimiento de fuertes estafas al fisco por parte de algunas empresas. En un hecho espectacular, de la Torre logró el arresto del gerente del frigorífico Anglo, quien se había negado a facilitar a la justicia datos fundamentales para la investigación y llevaba una doble contabilidad. Disimulados como bultos de carne enfriada para la exportación, la policía intervino ingentes cantidades de documentación que Anglo ocultaba. Demostró también que evadían los controles cambiarios fijados por el Banco Central ―creado el año anterior para regular el flujo monetario― reservándose moneda extranjera para venderla en el mercado libre, donde alcanzaba precios más altos que el oficial. De la Torre acusó a Federico Pinedo (ministro de Hacienda), y Luis Duhau (ministro de Agricultura), de tergiversar la información a cambio de favores económicos.
La investigación tendría un desenlace trágico el 23 de julio de 1935, cuando el senador demócrata-progresista Enzo Bordabehere ―que se había acercado a de la Torre durante un discurso de este para mantener a raya al ministro Duhau, que lo estaba insultando―, fue asesinado de tres balazos por la espalda dados por el excomisario Ramón Valdés. La prensa sugirió que la razón del hecho habría sido la relación de Valdés con Duhau y Pinedo. Bordabehere fue enterrado tres días más tarde, acompañado de un enorme cortejo fúnebre.

### Política exterior
En 1933, Justo dispuso la reincoporación de la Argentina a la Sociedad de Naciones, de la que Yrigoyen la había retirado. Ese mismo año viajaría al exterior, algo inusual en la época para los mandatarios, a encontrarse con Getúlio Vargas en Brasil, intentando estrechar los lazos comerciales con el país vecino. Visitó también al mandatario uruguayo, Gabriel Terra, de regreso a la Argentina.[cita requerida]
Saavedra Lamas, como canciller, intentó movilizar a los gobiernos de la región en contra de la doctrina Monroe, promovida por el gobierno de los Estados Unidos, gestionando un tratado regional llamado Pacto de No Agresión y Conciliación. La reticencia argentina a la intervención estadounidense había llevado al gobierno a distanciarse de la Comisión de Neutrales que intentaba mediar en la Guerra del Chaco, en la que Paraguay y Bolivia se hallaban enfrentados. Como alternativa, Saavedra Lamas y su par brasileño organizaron el llamado grupo ABCP (Argentina, Brasil, Chile y Perú, los cuatro países limítrofes con los contendientes). El 6 de agosto de 1932, el ABCP remitió a los contendientes una invitación a deponer las armas, separándose a la vez en los términos más duros de la demanda formal que pocos días antes había remitido la Comisión de Neutrales, considerándola una intolerable injerencia en la política de los países en conflicto. El fracaso de la propuesta de la Comisión de Neutrales, rechazada por el Paraguay, dejó a Saavedra Lamas vía libre para encabezar un proceso de conciliación organizado por el ABCP, pero la reticencia de Bolivia a aceptar su propuesta dificultó las negociaciones. Tras dos propuestas infructuosas, en febrero de 1933 las cancillerías argentina y chilena elaboraron conjuntamente un plan de negociaciones, formalizado en el Acta de Mendoza, que pareció contar con el apoyo de ambos gobiernos. Sin embargo, Bolivia presentó una serie de reservas, observando lo que consideraba un indebido favor hacia la posición paraguaya. La inobservancia de las mismas por el gobierno argentino dio finalmente al traste con el proyecto.
El Pacto de No Agresión y Conciliación fue un ulterior esfuerzo en ese sentido. Apoyándose en varios tratados preexistentes, pretendía establecer un mecanismo universal de resolución pacífica de conflictos entre sus miembros. Se firmó en octubre de 1933 en Río de Janeiro, suscribiéndolo Argentina, Brasil, Chile, México, Paraguay y Uruguay. El Acta de Río de Janeiro, firmada al día siguiente, volvía a intentar ofrecer una solución al conflicto boliviano-paraguayo, que desde mayo había adquirido carácter bélico. Fue, sin embargo, rechazada una vez más. Un ulterior esfuerzo de la Liga de las Naciones naufragó por la oposición paraguaya, refrendada por Saavedra Lamas. Solo en 1935 pudo formarse un grupo mediador, en el que participaron los Estados Unidos además de los miembros del ABCP y Uruguay. El 7 de junio suscribieron finalmente dos protocolos, dando fin a la guerra; la posición paraguaya, favorable a diferir lo más posible la fijación arbitral de las fronteras, contó con el apoyo de los mediadores. Las tratativas insumirían varios años más, hasta la firma en 1938 del Tratado de Paz, Amistad y Límites, pero la gestión le valdría a Saavedra Lamas el Premio Nobel de la Paz en 1936.
En el plano político, el fraude dominó el escenario electoral. Casi todos los comicios sufrieron irregularidades y episodios de violencia.

### Política económica
La intervención del gobierno federal en la actividad económica resultó cada vez más intensa; en 1934 se legisló la recaudación centralizada de los impuestos, que serán luego redistribuidos a las provincias en régimen de coparticipación, en lugar de permitir a estas recaudarlos y remitir la parte correspondiente al gobierno central, como había sido hasta entonces la norma. Se crearon una Junta Reguladora de Vinos, que se sumó a las de Granos y Carnes, y la Dirección Nacional de Parques nacionales, antecedente inmediato de la Administración de Parques Nacionales. El Congreso aprueba la ley que crea la Corporación de Transportes de la Ciudad de Buenos Aires con el fin de proteger las inversiones inglesas ante el crecimiento de las compañías de colectivos.
El 6 de junio de 1935 se dio fin a las preparaciones de varios años y, con un diseño del británico Otto Niemeyer, se creó el Banco Central de la República Argentina; conformado por el Estado e instituciones crediticias privadas, estaría a cargo de gestionar el valor de la moneda y controlar los cambios. El plan de organización se basó en el aplicado en la India por los británicos; Raúl Prebisch fue su primer director.
Ese mismo año se realizó el primer censo industrial, que fijó en 600 000 la cantidad de trabajadores ocupados en la actividad. Se sancionaron leyes regulando la actividad bancaria y las inversiones. Las condiciones ofrecidas para el asentamiento de capitales extranjeros fomentaron la industrialización, sobre todo en las provincias de Buenos Aires y Santa Fe, donde se radicaron alimentarias (Adams, Royal, Suchard, Quaker), de caucho (Firestone), eléctricas (Eveready, Osram, Philco) y textiles (Ducilo, Sudamtex). Las primeras grandes empresas argentinas comienzan a cobrar importancia, como Di Tella, que fabricará electrodomésticos y automóviles.[cita requerida]
El pacto Roca-Runciman fue denunciado unilateralmente en 1936 por el Reino Unido; las tratativas para sostenerlo desembocaron en la firma de otro tratado, el Malbrán-Eden, que fijó fuertes aranceles a la importación de carnes argentinas en Gran Bretaña. Sin embargo, la defensa argentina de los intereses comerciales e industriales británicos continuó; ese mismo año, una ley dio forma a la Corporación de Transportes, destinada a proteger los servicios ferroviarios y tranviarios en manos británicas de la competencia plantada por los colectivos nacionales argentinos.
En 1934 tuvieron lugar las primeras elecciones desde la asunción de Justo; el abstencionismo de los radicales favoreció al Partido Socialista, pero el fraude masivo aseguró que todas las provincias, salvo Santa Fe y San Juan quedasen en manos de la coalición gobernante.

### Situación política
En 1935, el fin del exilio del expresidente, Marcelo Torcuato de Alvear, determinó el fin de la abstención revolucionaria de la U.C.R.; la decisión causó el retiro de FORJA de la UCR, y obligaría a la Concordancia a apelar nuevamente al fraude para evitar la derrota en las urnas. El triunfo de Manuel Fresco en Buenos Aires fue visiblemente orquestado, y en Córdoba fue imposible evitar la elección del radical yrigoyenista Amadeo Sabattini pese a los sangrientos incidentes que jalonaron la votación. Santa Fe, en manos del demócrata progresista Luciano Molinas, fue intervenida. No obstante, el triunfo de los radicales disidentes en Santiago del Estero en 1932 y en Tucumán, en 1935, fue aprovechado por el gobierno de Justo para establecer negociaciones y pactos con los gobiernos concurrencistas de Miguel Mario Campero y del santiagueño Juan Bautista Castro, contrarrestando las acusaciones de fraude del gobierno de la Concordancia, al presentar estos ejemplos como una muestra de respeto a las autonomías provinciales, a la vez, que tensionaba el liderazgo opositor de Alvear.
En 1936 las movilizaciones obreras condujeron a que un congreso constituyera en su forma definitiva a la CGT (Confederación General del Trabajo). La nueva conducción, en apoyo a los trabajadores de la construcción, declaró el primer paro masivo en años. Ante la formación de piquetes que limitan la circulación pública y organizan mítines para movilizar a los indecisos, la policía recibió orden de intervenir y actuó con dureza. En Plaza Once, donde se produjo la principal concentración, las acciones se saldaron con muertos, heridos y más de 2000 detenidos. Los obreros de la construcción, en el centro de la disputa, se organizaron en la Federación Obrera de la Industria de la Construcción, afín al Partido Comunista. Un viejo proyecto de ley de Sánchez Sorondo se dio a trámite para obtener la ilegalización del Partido Comunista, a la que De la Torre se opuso con fiereza. El 1 de mayo de 1936, la CGT convocó a un acto multitudinario, en el que por primera vez se reunieron todos los partidos de la oposición y el movimiento obrero. Ese mismo año la presión sindical obtuvo la sanción de la Ley 11.729 de contrato de trabajo para el sector servicios.
Ese mismo año, las divisiones en el seno del radicalismo se acentuaron por influjo del escándalo de la renovación de la concesión de la Compañía Hispano-Americana de Electricidad (CHADE), que había sobornado a los ediles para obtenerla, pese a haber sido objeto de numerosas críticas por el incumplimiento de las condiciones de concesión, el aumento explosivo de las tarifas y la deficiente o nula provisión de servicio en las áreas menos rentables.
FORJA denunció los hechos, y se suscitaron enconados debates acerca de los mismos, que contaron con la aprobación del presidente del Comité Nacional de la U.C.R., el expresidente Marcelo Torcuato de Alvear. En incidentes relativos a ellos, el joven dirigente yrigoyenista Arturo Frondizi fue agredido a tiros.[cita requerida]
Pese al desprestigio de Alvear, este representaba el principal obstáculo para la continuación del gobierno de la Concordancia. En 1937, la U.C.R. proclamó la fórmula presencial Marcelo T. de Alvear- Enrique Mosca, recorriendo el país, y asegurando que ni siquiera el fraude podría detenerlos. La Concordancia les opuso la candidatura del radical antipersonalista Roberto M. Ortiz y el conservador Ramón Castillo. En septiembre se realizaron las elecciones en las que los incidentes, con muertos y heridos en numerosos distritos provinciales, así como la intervención policial contra los fiscales de la oposición, fueron frecuentes. Varias provincias estaban intervenidas, entre ellas Catamarca, al frente de la cual Justo había colocado al ultranacionalista y filonazi Gustavo Martínez Zuviría. Aun así, la victoria fue para los radicales en la ciudad de Buenos Aires, Córdoba, La Rioja y Tucumán, pero las cruciales provincias de Buenos Aires, Santa Fe y Mendoza quedaron en manos de la Concordancia, que finalmente consagraron a Ortiz como presidente.

## Gabinete de ministros
Anexo:Gabinete de Ministros de Agustín P. Justo

## Tras la presidencia: el posible candidato de un "Frente Popular" contra el fraude electoral.
El 20 de febrero de 1938 entregó la banda presidencial a Roberto M. Ortiz, y se retiró a la vida privada. Un gran bibliófilo, dedicó buena parte de estos años a escribir una introducción a la obra de Mitre, de quien era admirador y partidario decidido de sus postulados políticos.
Tras la renuncia y muerte de Ortiz, sus diferendos con la política de neutralidad de Castillo se hicieron cada vez más tangibles. Justo anunció públicamente su opinión de que Argentina debería declarar la guerra al Eje Roma-Berlín-Tokio, una cuestión que dividía también agriamente al Ejército. Aspirando a una reelección al fin del mandato de Ramón S. Castillo, fue Justo quien notificó al ministro de Guerra de este, el general Juan N. Tonazzi, de los intentos de golpe de Estado que se gestaron en su contra, uno dirigido por el general Ramón Molina ―entre cuyos líderes se contaban el coronel Eduardo Lonardi y los tenientes coroneles Urbano de la Vega y Roberto Dalton― y otro por el general Benjamín Menéndez, apoyado por los generales Pedro P. Ramírez y Ángel María Zuloaga. Tonazzi desarticuló ambos planes con limitada repercusión pública.
La figura de Justo, única capaz de concertar apoyos masivos en un ejército dividido entre anglófilos y germanófilos, preocupó a Castillo, que deseaba la elección de Robustiano Patrón Costas como su sucesor. Su figura comenzó a ser considerada como la más propicia para encabezar un "Frente Popular", integrado por la Unión Cívica Radical, el Partido Socialista, el Partido Comunista y el Partido Demócrata Progresista, debatiéndose esta posibilidad en el segundo semestre de 1942. Este apoyo implicó la "rehabilitación" definitiva de su figura por parte de los sectores que lo habían combatido en la década anterior, argumentando que para 1943, Justo "estaba lejos" de sus posiciones anteriores y apoyaba los "métodos democráticos" y la "libertad del individuo".

## Fallecimiento inesperado (1943)
Sin embargo, estos planes se truncaron pues una hemorragia cerebral puso fin a la vida de Justo de manera inesperada el 11 de enero de 1943 a los 66  años de edad. Su desaparición frustró las negociaciones entre los radicales, socialistas, comunistas y demócratas progresistas para constituir un frente electoral que enfrentase a los conservadores, con el apoyo del Ejército y de otros sectores de las Fuerzas Armadas.
También su muerte modificó la distribución de influencias en el Ejército y las posiciones dentro de sus filas con relación al conflicto armado mundial. Los principales beneficiados serían en realidad los partidarios de la neutralidad, el sector neutralista era quizá el más importante dentro de las FFAA, cuyo grupo más organizado, el GOU, surgido en 1943, derrocaría a Castillo poco más tarde, el sector germanófilo aprovechó para apoyar este movimiento, aunque era minoritario en las FF.AA.

## Obras
- Justo, Agustín P. (1939). Estudio preliminar para las obras completas de Bartolomé Mitre. Buenos Aires: La Nación.